# Mark Buller Turner
Mark Buller Turner, britanski general, * 1906, † 1971.